# The Haunting (película de 1999)
The Haunting (La guarida en España, La maldición en Hispanoamérica) es una película de terror de Jan de Bont de 1999 y protagonizada por Lili Taylor, Liam Neeson, Catherine Zeta-Jones y Owen Wilson en sus papeles principales.

## Sinopsis
El doctor David Marrow está realizando un concienzudo estudio sobre el miedo en los seres humanos. Para probar sus teorías sobre el terror y los fantasmas selecciona a tres personas, a las que cita para pasar una noche en Hill House. Luke es un tipo algo cínico; Theo se las da de mujer de mundo y desinhibida; y Nell quiere empezar a vivir, después de haber consagrado su vida a cuidar a su madre enferma. Los tres tienen en común sus problemas de insomnio, y creen sinceramente que el doctor les ha convocado para solucionar los problemas con el sueño. Lo que no pueden imaginar es que esa noche van a tener la peor de las pesadillas.

## Elenco
| Personaje            | Actor                |
| -------------------- | -------------------- |
| Eleonor 'Nell' Vance | Lili Taylor          |
| Dr. David Marrow     | Liam Neeson          |
| Theo                 | Catherine Zeta-Jones |
| Luke Sanderson       | Owen Wilson          |
| Sr. Dudley           | Bruce Dern           |
| Sra. Dudley          | Marian Seldes        |

## Localización
La mansión que se ve en la película es Harlaxton Manor, en Reino Unido.

## Recepción
The Haunting fue criticado duramente en su lanzamiento, y la mayoría de los críticos citaron su guion débil, su uso excesivo de clichés de terror y sus efectos CGI exagerados. Rotten Tomatoes le dio a la película una calificación de "Rotten" del 15% de 97 críticas, con el consenso de la crítica que decía "Los efectos visuales sofisticados no logran compensar las actuaciones incómodas y un guion desigual". Las audiencias encuestadas por CinemaScore le dieron a la película una calificación promedio de "C+" en una escala de A+ a F.  Como resultado de las críticas negativas, fue nominado a cinco premios Razzie, pero no ganó ninguno de ellos, los cinco fueron para Wild Wild West.  Roger Ebert fue uno de los pocos críticos que le dio a la película una crítica positiva, elogiando el diseño de producción en particular.

## Estrenos mundiales
| País                                                                          | Fecha de estreno                 |
| ----------------------------------------------------------------------------- | -------------------------------- |
| Alemania                                                                      | Jueves 14 de octubre de 1999     |
| Argentina                                                                     | Jueves 16 de septiembre de 1999  |
| Australia                                                                     | Jueves 23 de septiembre de 1999  |
| Austria                                                                       | Viernes 15 de octubre de 1999    |
| Bélgica                                                                       | Miércoles 27 de octubre de 1999  |
| Belice · Costa Rica · El Salvador · Guatemala · Honduras · Nicaragua · Panamá | Viernes 8 de octubre de 1999     |
| Brasil                                                                        | Viernes 24 de septiembre de 1999 |
| Bulgaria                                                                      | Viernes 19 de noviembre de 1999  |
| Chile                                                                         | Jueves 14 de octubre de 1999     |
| Colombia                                                                      | Viernes 1 de octubre de 1999     |
| Corea del Sur                                                                 | Sábado 18 de septiembre de 1999  |
| Croacia                                                                       | Jueves 9 de diciembre de 1999    |
| Dinamarca                                                                     | Viernes 1 de octubre de 1999     |
| Ecuador                                                                       | Viernes 15 de octubre de 1999    |
| Egipto                                                                        | Miércoles 27 de octubre de 1999  |
| Emiratos Árabes Unidos                                                        | Miércoles 6 de octubre de 1999   |
| Eslovenia                                                                     | Jueves 25 de noviembre de 1999   |
| España                                                                        | Viernes 1 de octubre de 1999     |
| Estados Unidos · Canadá                                                       | Viernes 23 de julio de 1999      |
| Filipinas                                                                     | Miércoles 20 de octubre de 1999  |
| Finlandia                                                                     | Viernes 1 de octubre de 1999     |
| Francia                                                                       | Miércoles 27 de octubre de 1999  |

| País                         | Fecha de estreno                   |
| ---------------------------- | ---------------------------------- |
| Grecia                       | Viernes 29 de octubre de 1999      |
| Hong Kong                    | Jueves 30 de septiembre de 1999    |
| Hungría                      | Jueves 14 de octubre de 1999       |
| India                        | Viernes 26 de noviembre de 1999    |
| Indonesia                    | Miércoles 13 de octubre de 1999    |
| Islandia                     | Viernes 8 de octubre de 1999       |
| Israel                       | Jueves 23 de septiembre de 1999    |
| Italia                       | Viernes 22 de octubre de 1999      |
| Japón                        | Sábado 2 de octubre de 1999        |
| Líbano                       | Jueves 28 de octubre de 1999       |
| Malasia                      | Jueves 23 de septiembre de 1999    |
| México                       | Viernes 10 de septiembre de 1999   |
| Noruega                      | Viernes 5 de noviembre de 1999     |
| Nueva Zelanda                | Jueves 7 de octubre de 1999        |
| Países Bajos                 | Jueves 14 de octubre de 1999       |
| Perú                         | Jueves 14 de octubre de 1999       |
| Polonia                      | Viernes 5 de noviembre de 1999     |
| Portugal                     | Viernes 29 de noviembre de 1999    |
| Reino Unido Irlanda          | Viernes 24 de septiembre de 1999   |
| República Checa · Eslovaquia | Jueves 21 de octubre de 1999       |
| República Dominicana         | Jueves 25 de noviembre de 1999     |
| Rumania                      | Viernes 12 de noviembre de 1999    |
| Singapur                     | Miércoles 1 de septiembre de 1999  |
| Sudáfrica                    | Viernes 29 de octubre de 1999      |
| Suecia                       | Viernes 19 de noviembre de 1999    |
| Suiza                        | Jueves 14 de octubre de 1999       |
| Tailandia                    | Viernes 1 de octubre de 1999       |
| Taiwán                       | Sábado 23 de octubre de 1999       |
| Turquía                      | Viernes 5 de noviembre de 1999     |
| Uruguay                      | Viernes 8 de octubre de 1999       |
| Venezuela                    | Miércoles 29 de septiembre de 1999 |